# Scio (hrabstwo Allegany)
Scio – jednostka osadnicza w Stanach Zjednoczonych, w stanie Nowy Jork, w hrabstwie Allegany.